# Mighty Switch Force!
Mighty Switch Force! es un videojuego de puzle y plataformas desarrollado por WayForward Technologies para la Nintendo 3DS. Es el tercer juego en la saga Mighty de WayForward, después de Mighty Flip Champs! y Mighty Milky Way. El juego fue lanzado en la Nintendo eShop el 22 de diciembre del 2011. Una actualización del juego, que incluyó cinco nuevos niveles, fue lanzada el 24 de mayo del 2012. Una versión en alta definición, Mighty Switch Force! Hyper Drive Edition, fue lanzada para la Wii U en 2012, contando con gráficos redibujados y otras características nuevas. También se lanzó una versión del juego en Steam en junio del 2015. Una secuela, Mighty Switch Force! 2, fue lanzada en junio del 2013.

## Trama
Un grupo de convictas llamado «The Hooligan Sisters» logran escapar de la custodia en el Planeta Land. Mientras escapan, una de ellas abre una lata, provocando que el Planeta Land quede infestado de monstruos. El «Escuadrón Penal Galáctico» contacta a la «oficial de paz cibernética» Patricia Wagon (interpretada por Stephanie Komure), autorizándole el uso de su casco sirena y su pistola de perdigones para capturar a los criminales. En su camino recibe la ayuda del General Gendarmor, una armadura mecánica que puede evacuarla de las batallas, Ugly Twitching Dog (U.T.D.), quien puede crear puntos de recarga, y el Cuartel General, que monitorea sus acciones.

## Jugabilidad
El jugador controla a una policía cíborg llamada Patricia Wagon, quien debe capturar a un grupo de convictas fugitivas. El objetivo de cada nivel es encontrar a todas las fugitivas y regresar al punto de salida lo antes posible, teniendo en cada nivel un tiempo medio que los speed runners pueden intentar vencer. Además de poder saltar y disparar, Patricia puede atraer y empujar bloques distribuidos por el nivel utilizando su casco sirena, utilizándolos como plataformas o para destruir ciertos enemigos. También existen otros tipos de bloques como los que lanzan a Patricia o a un enemigo en una dirección específica, y los coloridos que permiten al jugador cambiar en qué plano alternan. Durante cada nivel, el jugador tendrá tres corazones llamados «Heart Drives» y perderá uno si Patricia es lastimada por un enemigo, cae en los pinches o es empujada hacia la pantalla por un cambio de bloque (los puntos de guardado creados permiten a Patricia reaparecer en ese punto en los últimos dos casos). Si Patricia pierde sus tres corazones, deberá comenzar el nivel nuevamente. A lo largo del nivel, el jugador puede recolectar disquetes que restauran corazones, que se pueden encontrar o tomar de los enemigos al ser disparados.

## Desarrollo
El juego fue lanzado en la Nintendo eShop el 22 de diciembre del 2011. Una actualización gratuita del juego fue lanzada en mayo del 2012 contando con cinco niveles nuevos, efectos 3D mejorados y la opción de reiniciar el nivel. Ese mismo año, WayForward desarrolló Mighty Switch Force! Hyper Drive Edition como un título descargable para la Wii U. Dicho juego cuenta con gráficos redibujados con un estilo similar a A Boy and His Blob, y también cuenta con jugabilidad fuera de pantalla con el GamePad de Wii U, al igual que el contenido descargable de la actualización de Nintendo 3DS. Como novedad en esta versión del juego está la inclusión de niveles en modo híper, los cuales remasterizan los niveles anteriores volviéndolos aún más difíciles. El juego fue lanzado junto con el lanzamiento americano de la Wii U el 18 de noviembre, y en Europa el 6 de diciembre.

## Recepción
Obtuvo reseñas «favorables» en todas las plataformas de acuerdo al sitio web agregador de reseñas Metacritic. IGN elogió la jugabilidad y presentación de la versión de 3DS, pero criticó su corta duración.

## Legado
Una secuela, Mighty Switch Force! 2, con un enfoque en bomberos, fue lanzada para la Nintendo 3DS en junio del 2013. Esta fue seguida por un spin-off de puzle, Mighty Switch Force! Hose it Down! Un tercer juego, Mighty Switch Force! Academy, fue lanzado en noviembre del 2015 para PC y contiene elementos de multijugador. Un paquete de contenido descargable para Shantae: Half-Genie Hero añade una campaña adicional que cuenta con trajes y mecánicas de Mighty Switch Force. Una colección titulada Mighty Switch Force! Collection, que incluye Mighty Switch Force!, Mighty Switch Force! 2, Mighty Switch Force! Hyper Drive Edition y Mighty Switch Force! Academy, fue lanzada para Microsoft Windows, Nintendo Switch, PlayStation 4 y Xbox One el 25 de julio del 2019, y para Amazon Luna el 24 de noviembre del 2020.